# Riedelia purpurata
Riedelia purpurata är en enhjärtbladig växtart som beskrevs av Henry Nicholas Ridley. Riedelia purpurata ingår i släktet Riedelia och familjen Zingiberaceae. Inga underarter finns listade i Catalogue of Life.